# チャンドラ・シャムシェル・ジャンガ・バハドゥル・ラナ

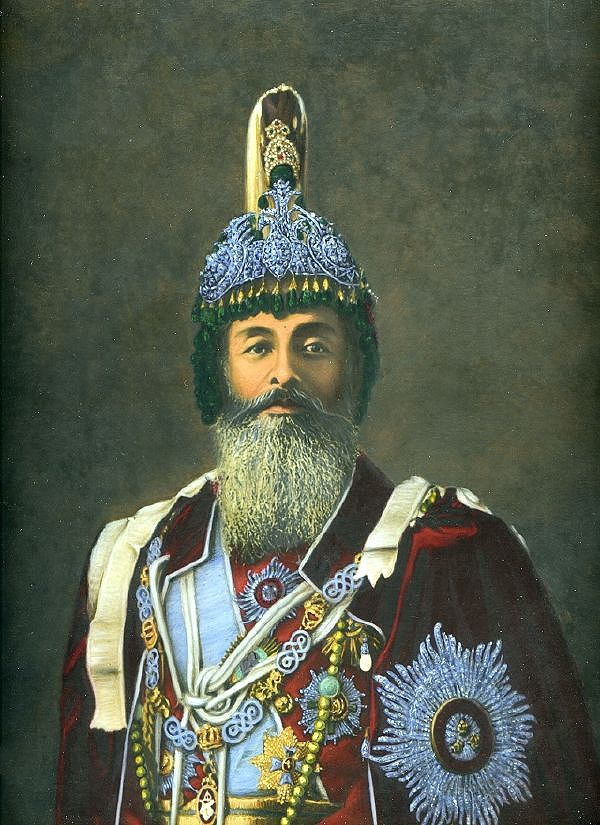
チャンドラ・シャムシェル・ジャンガ・バハドゥル・ラナ

チャンドラ・シャムシェル・ジャンガ・バハドゥル・ラナ（英語: Chandra Shamsher Jang Bahadur Rana、ネパール語: चन्द्र समसेर जङ्गबहादुर राणा、1863年7月8日 - 1929年11月26日）は、ネパール王国の政治家、首相。1901年6月27日から1929年11月26日まで、首相を務めている。

## 生涯

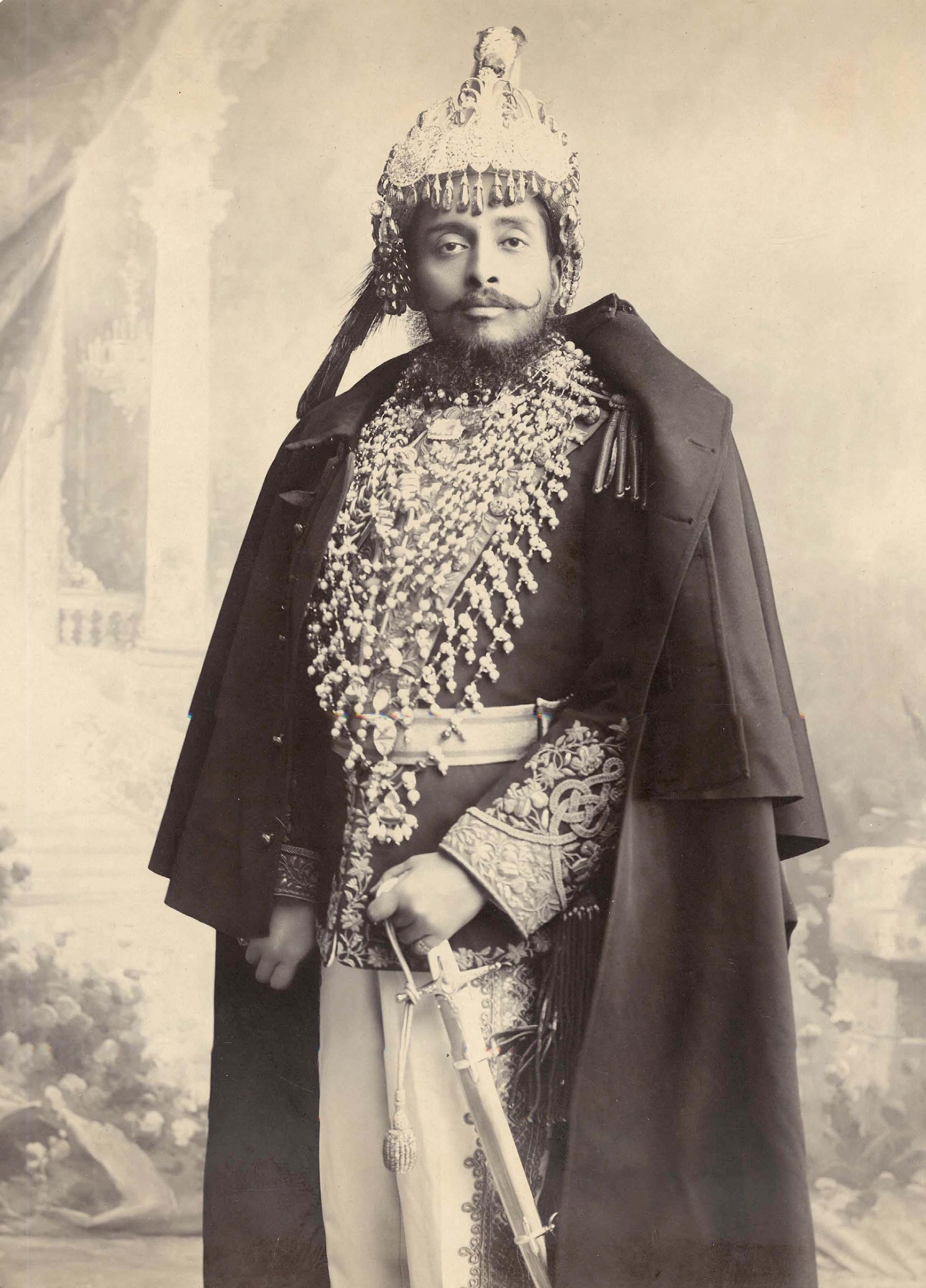
チャンドラ（1910年頃）

1862年7月17日、ディール・シャムシェル・ラナの五男として生まれた。
1901年3月5日、兄ビール・シャムシェル・ジャンガ・バハドゥル・ラナが死亡し、継承順位に従って四弟のデーブ・シャムシェル・ジャンガ・バハドゥル・ラナが首相となった。だが、デーブは首相の座に就くと、民衆の声を政治に反映せるばかりか、国王統治下の議会政治を目指すようになった。そのため、チャンドラは弟たちと共謀し、デーブの追放を企てた。
デーブの首相就任から3ヶ月後、チャンドラらはデーブを監禁し、このクーデターに恐怖した王によって彼を解任させた。その後、彼をダンクタ、さらにインドへ追放した。
チャンドラの統治期間は27年に及んだ。その間、イギリスとの友好関係を深め、第一次世界大戦においてはグルカ兵を提供した。また、行政、司法の改革を行ったばかりか、新たな病院の開設も行った。イギリスとの関係も重視し、1923年にはネパールが独立国であることを認めさせ、国際的地位を高めた。
チャンドラは王家との絆を深めることにも力を入れ、国王トリブバンの三人の姉妹を三男ケーシャル、四男シンハ、五男クリシュナにそれぞれ嫁がせた。その一方で、首相の継承順位に改定を加えたが、その目的は長男モハン、次男ババルの継承順位を早くすることにあった。
1929年11月26日、チャンドラは死亡し、六弟ビーム・シャムシェル・ジャンガ・バハドゥル・ラナが首相となった。チャンドラはデーブを失脚させるにあたり、協力を仰いだ弟らに弟たちへの継承順位を遵守するという宣誓文を与えていた。そのため、チャンドラの自分の息子らに速やかに継承させる計画は、皮肉にもこの宣誓文のために不成功に終わった。

## 脚注

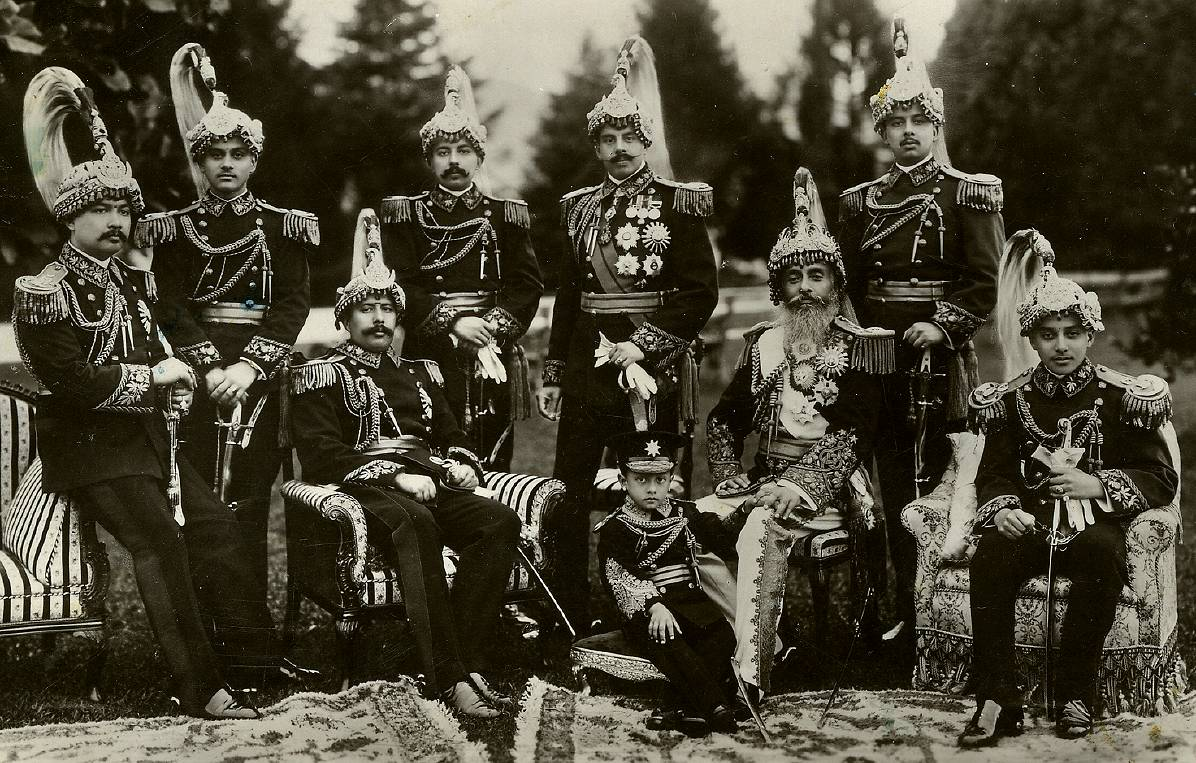
チャンドラと8人の息子たち